# Jacob Nachod
Jacob Nachod (* 22. März 1814 in Dresden; † 11. April 1882 in Leipzig) war ein deutscher Bankier und Philanthrop.

## Leben

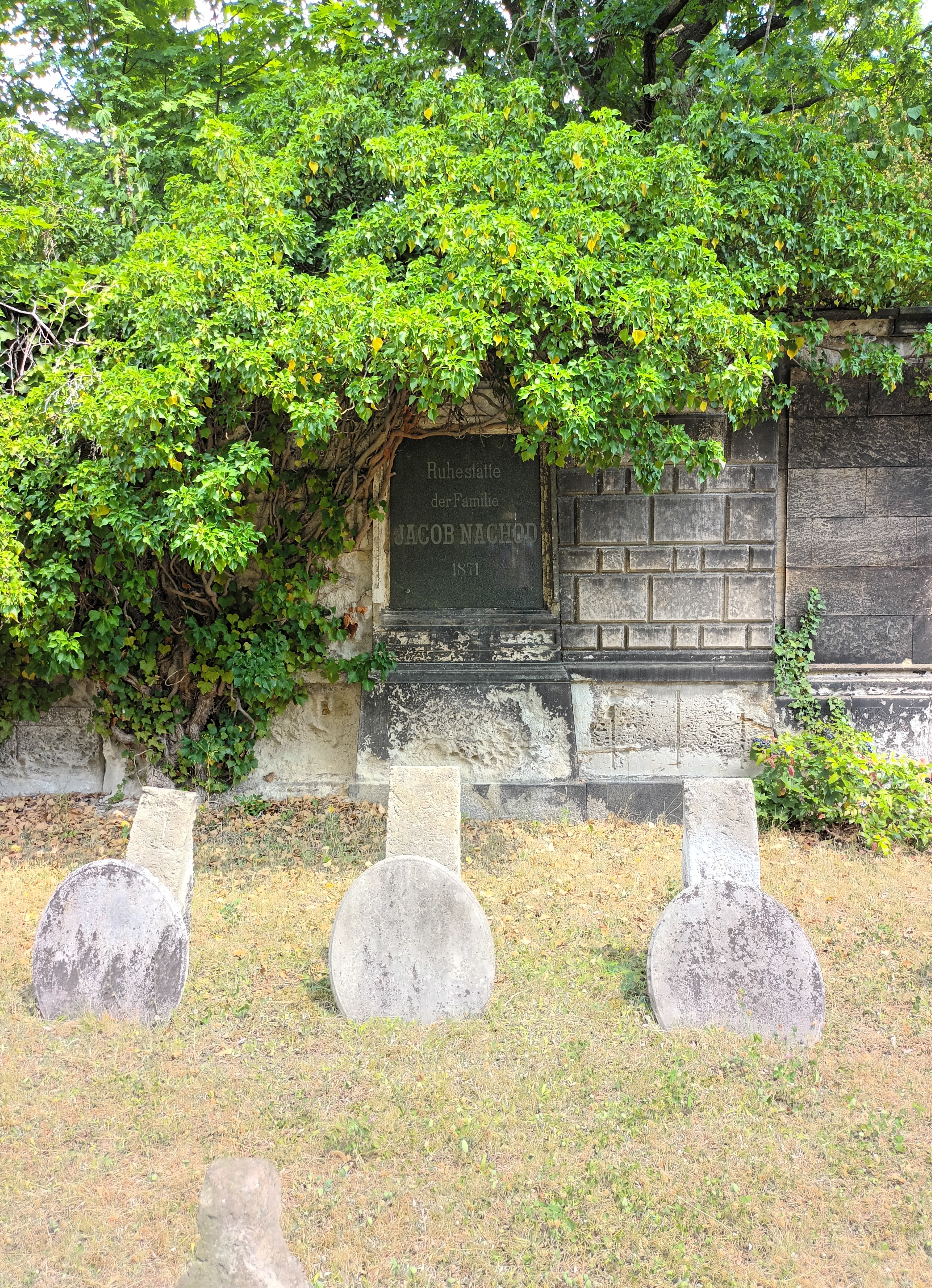
Grabstätte Jacob Nachod

Jacob Nachod wurde als Sohn des aus Dresden stammenden Naftali Nachod (1765–1822) und seiner Frau Bertha Liebling (1781–1851) geboren. Nach dem Tod seines Vaters besuchte er von 1826 bis 1829 die Samson-Schule in Wolfenbüttel. Bei seinem Bruder Joachim Nachod, einem späteren Sprachlehrer und Professor in Edinburgh, lernte er moderne Sprachen. 1830, nach seiner Übersiedlung nach Leipzig, trat er in das Bankhaus Meyer & Co ein. Er heiratete Johanna Meyer aus Dresden, aus der Ehe gingen zwei Söhne hervor. Alexander starb 1870, Friedrich Nachod wurde später Kaufmann, wie der Vater Teilhaber der Bank und – wie sein Vater – Vizekonsul der U.S.A. in Leipzig.
1839 wurde er Partner im Handelshaus Knaut & Storrow in Leipzig und machte dort in kurzer Zeit Karriere. 1852 wurde er Teilhaber der Firma, die anschließend als Bankhaus Knauth, Nachod & Kühne firmierte. Sie galt als eines der wichtigen Im- und Exporthäuser im Handel mit Nordamerika und betrieb ein eigenes Bankgeschäft. Im Jahr 1844 begründete er die Gesellschaft der Freunde in Leipzig. Aus ihr ging 1846 die Israelitische Religionsgemeinschaft Leipzig hervor, in deren Leitung er bis zu seinem Tod tätig war.
Er war auch Mitbegründer des Deutsch-Israelitischen Gemeindebunds und von 1873 bis 1882 dessen Präsident. Daneben war er der Begründer zahlreicher jüdischer und interkonfessioneller Stiftungen. Jacob Nachod hatte das sächsische Bürgerrecht seit 1852 und war der erste jüdische Stadtverordnete in Leipzig.
Sein Grab befindet sich auf dem Alten israelitischen Friedhof in Leipzig.